# Stephanie Beatriz
Stephanie Beatriz Bischoff Alvizuri (Neuquén, Argentina; 10 de febrero de 1981) es una actriz y modelo argentinoestadounidense. Es principalmente conocida por su papel como la detective Rosa Díaz en la sitcom de Fox Brooklyn Nine-Nine, y Carla en la película musical In the Heights.
En 2021, presto su voz para interpretar a Mirabel Madrigal en la película de Disney Encanto participando también en la banda sonora de la película, destacando con los temas "The Family Madrigal", y "We Don't Talk About Bruno" que llegó a la casilla número uno del Billboard Hot 100 en los Estados Unidos, convirtiéndola en la primera mujer de origen argentino en lograr llegar a la cima de dicho listado. En enero de 2024, participó en Hazbin Hotel dando voz a Vaggie, novia de Charlie Morningstar en la serie.

## Primeros años
Beatriz nació en Neuquén, provincia de Neuquén, Argentina, hija de un padre colombiano y madre boliviana. Con sus padres y una hermana más joven llegó a Estados Unidos con tres años. Creció en Webster, Texas, y asistió a la Clear Brook High School. Se graduó de la Universidad de Stephens en 2002 y se trasladó a Nueva York para seguir actuando. En 2010, se mudó a Los Ángeles, donde actualmente reside.
La cicatriz distintiva en su ceja derecha vino cuando tropezó con un ladrillo de Lego cuando tenía 10 años.

## Vida personal
En julio de 2016, Beatriz reveló a través de Twitter que es bisexual. También ha revelado que sufre de trastornos de la conducta alimentaria.
En octubre de 2017 anunció su compromiso con el actor Brad Hoss. Se casaron el 6 de octubre de 2018. En junio de 2021 anunciaron que esperaban su primer hijo. Su hija Rosaline nació en agosto de 2021.

## Filmografía

### Cine
| Año  | Título                            | Rol                    | Notas        |
| ---- | --------------------------------- | ---------------------- | ------------ |
| 2013 | Short Term 12                     | Jessica                |              |
| 2014 | You're Not You                    | Jill                   |              |
| 2016 | Pee-wee's Big Holiday             | Freckles               |              |
| 2016 | Closure                           | Isabelle Davis         | Cortometraje |
| 2016 | Ice Age: Collision Course         | Gertie (voz)           |              |
| 2017 | The Light of the Moon             | Bonnie                 |              |
| 2017 | Half Magic                        | Candy                  |              |
| 2019 | The Lego Movie 2: The Second Part | General Mayhem (voz)   |              |
| 2020 | In the Heights                    | Carla                  |              |
| 2021 | Encanto                           | Mirabel Madrigal (voz) |              |

### Televisión
| Año       | Título             | Rol                   | Notas                                  |
| --------- | ------------------ | --------------------- | -------------------------------------- |
| 2009      | The Closer         | Camilla Santiago      | Episodio: "The Life"                   |
| 2012      | The Smart One      | Natalee               | Película para televisión               |
| 2012      | Axe Cop            | Voz                   | Episodio: "The Center of the Ocean"    |
| 2013–2016 | Modern Family      | Sonia                 | 3 episodios                            |
| 2013      | Southland          | Belinda Cargrove      | Episodio: "Under the Big Top"          |
| 2013      | Jessie             | Salma Espinosa        | Episodio: "Toy Con"                    |
| 2013      | Hello Ladies       | Gatekeeper            | Episodio: "The Limo"                   |
| 2013–2021 | Brooklyn Nine-Nine | Detective Rosa Díaz   | Papel principal 90 episodios           |
| 2017      | Bob's Burgers      | Chloe Barbash (voz)   | 2 episodios                            |
| 2018      | Bojack Horseman    | Gina Cazador (voz)    | 8 episodios                            |
| 2018      | Hell's Kitchen     | Ella misma            | Invitada Episodio: "Fish Out of Water" |
| 2019      | One Day at a Time  | Pilar                 | Episodio: "The Funeral"                |
| 2020      | Patoaventuras      | Gosalyn Mallard (voz) | Episodio: "Let's Get Dangerous"        |
| 2021      | Maya y los tres    | Chimi (voz)           |                                        |
| 2023      | Twisted Metal      | Quiet                 |                                        |
| 2024      | Hazbin Hotel       | Vaggie (voz)          | Protagonista                           |

### Web
| Año  | Título        | Rol                                 | Notas                 |
| ---- | ------------- | ----------------------------------- | --------------------- |
| 2016 | WIZARD        | Elizabeth (voz)                     | 3 episodios           |
| 2017 | Danger & Eggs | Sheriff Luke / Capitana Banjo (voz) | 4 episodios           |
| 2019 | Into the Dark | Elena                               | Episodio: "Treehouse" |